# Rhode Island School of Design Museum
Le Rhode Island School of Design Museum est un musée d'art, créé en 1877 et affilié à l'École de design de Rhode Island à Providence, aux États-Unis.

## Collections

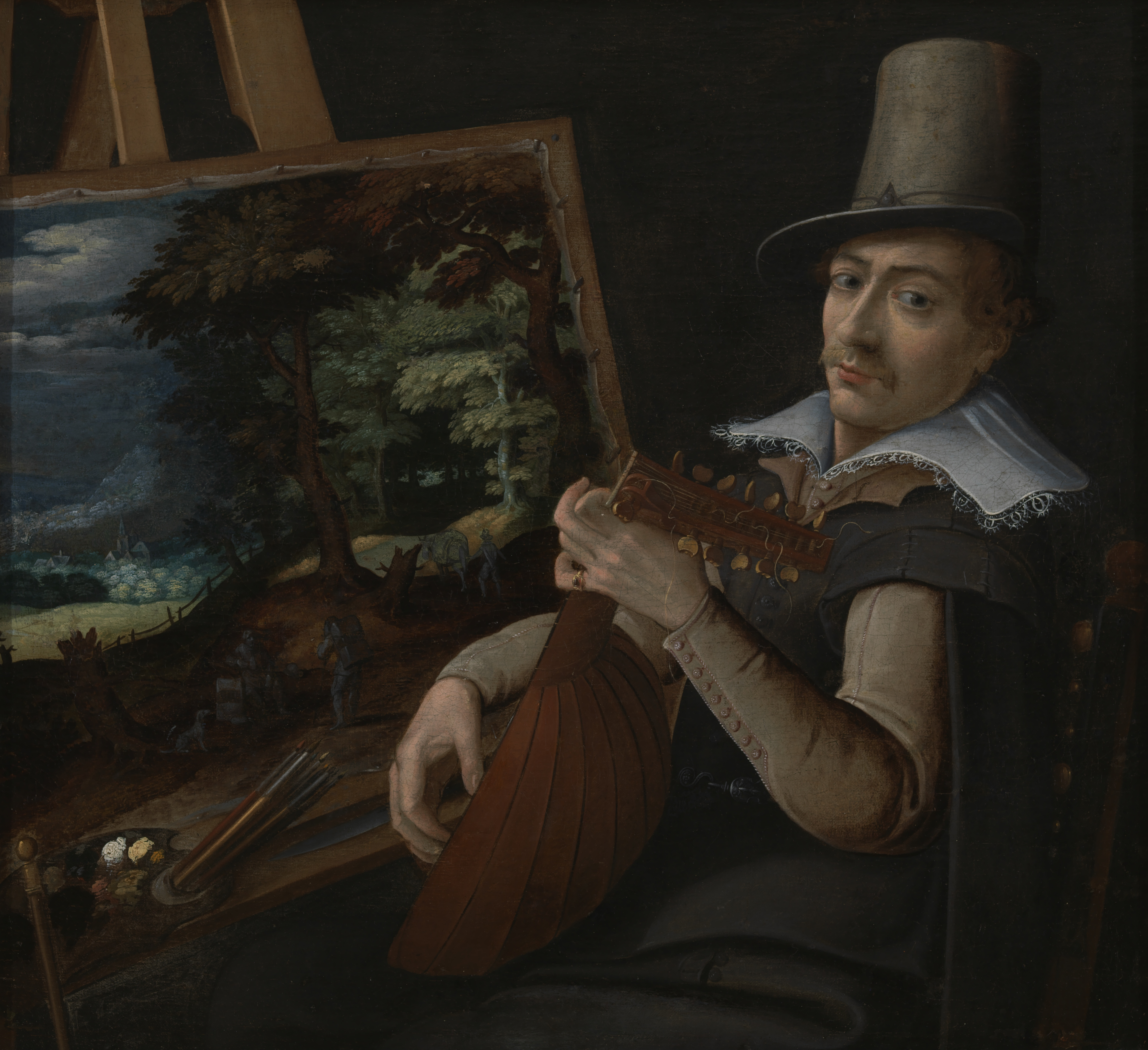
Autoportrait, Paul Bril, vers 1595-1600
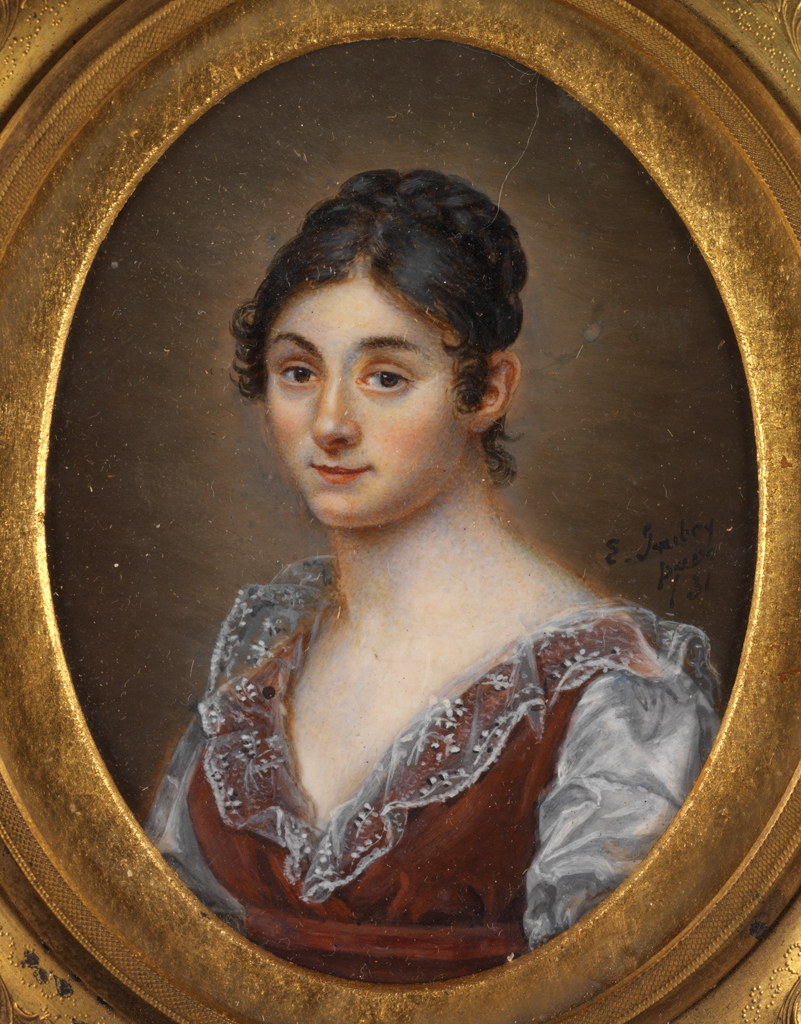
Portrait de jeune femme,  Eugène Isabey, 1831
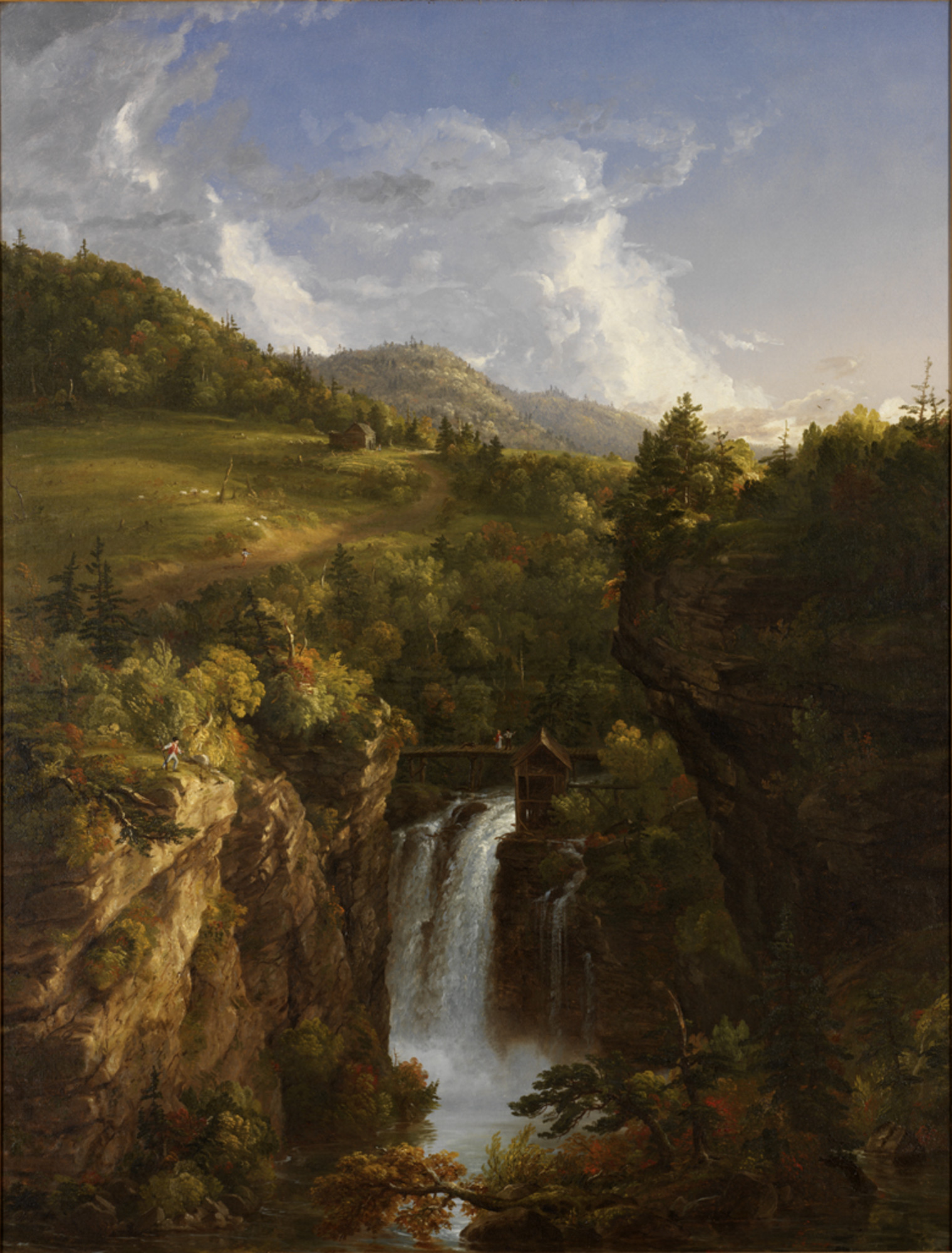
Genesee Scenery, Thomas Cole, 1847
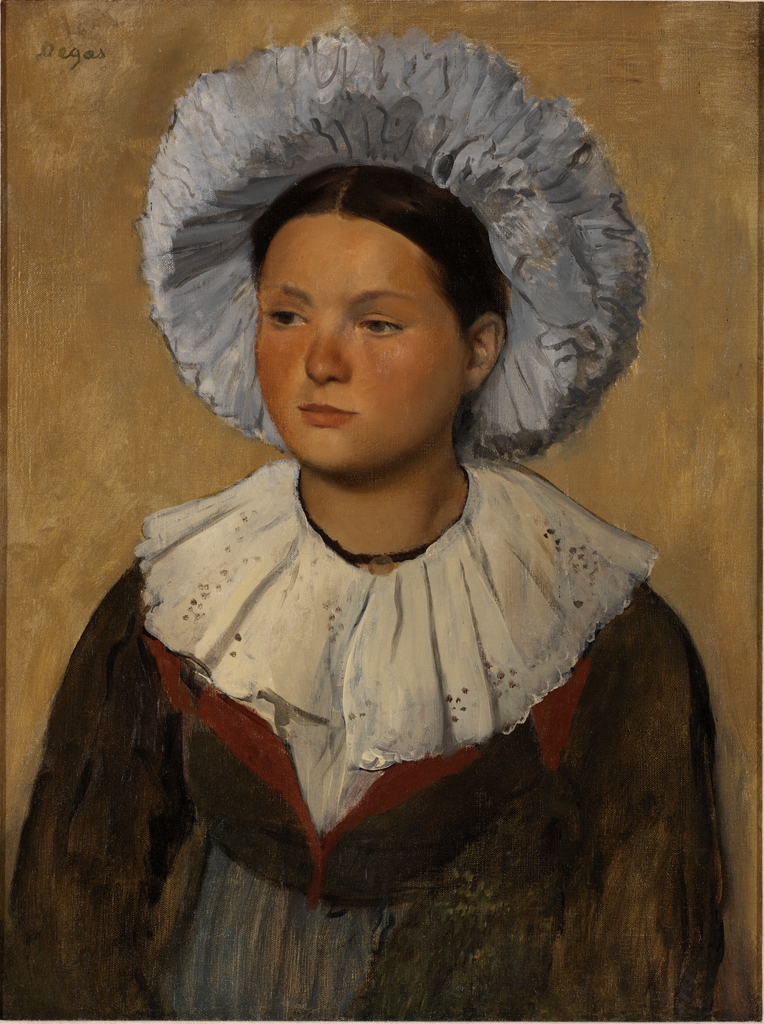
La Savoisienne, Edgar Degas, vers 1860
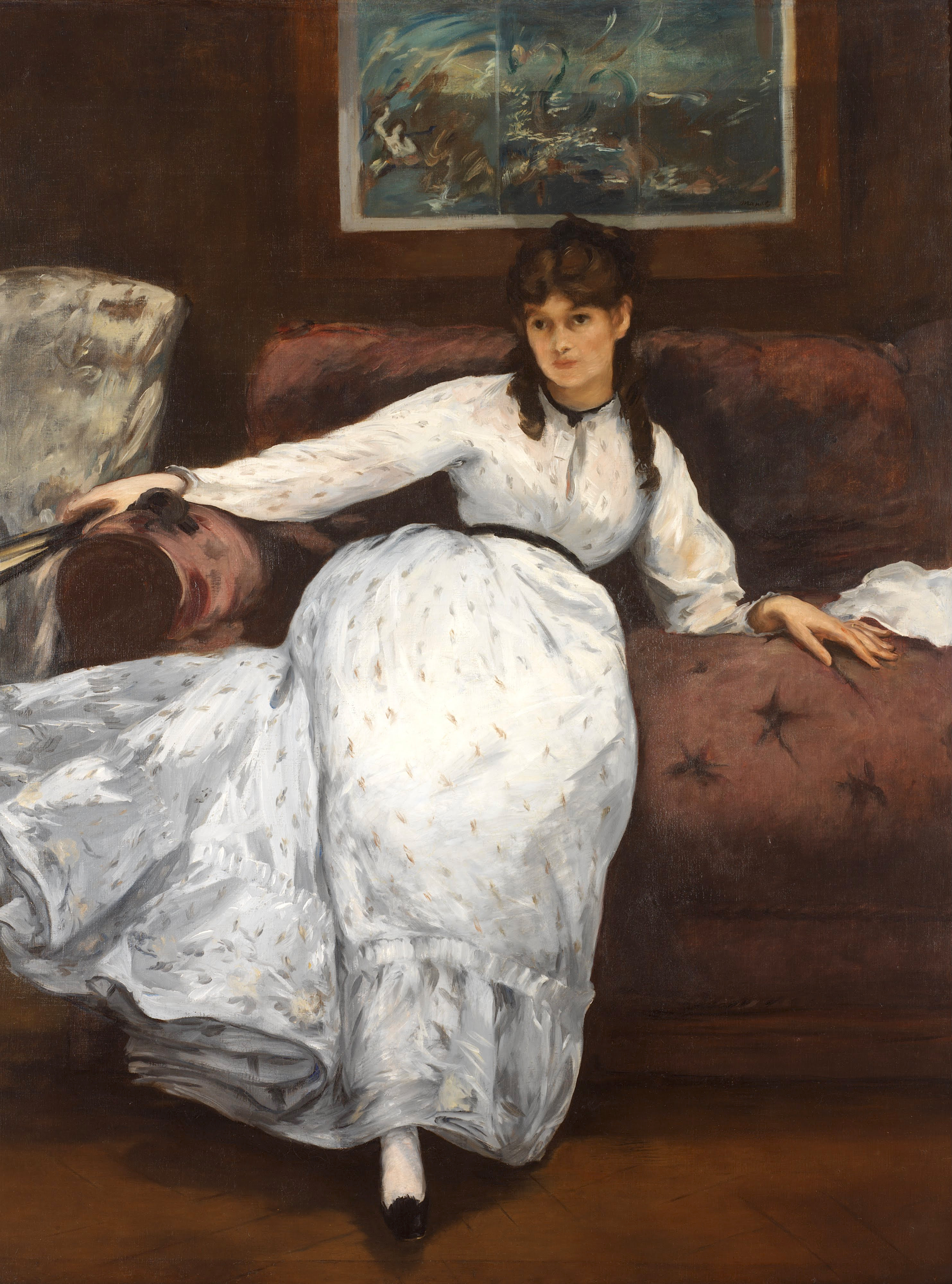
Le Repos, Édouard Manet, 1869
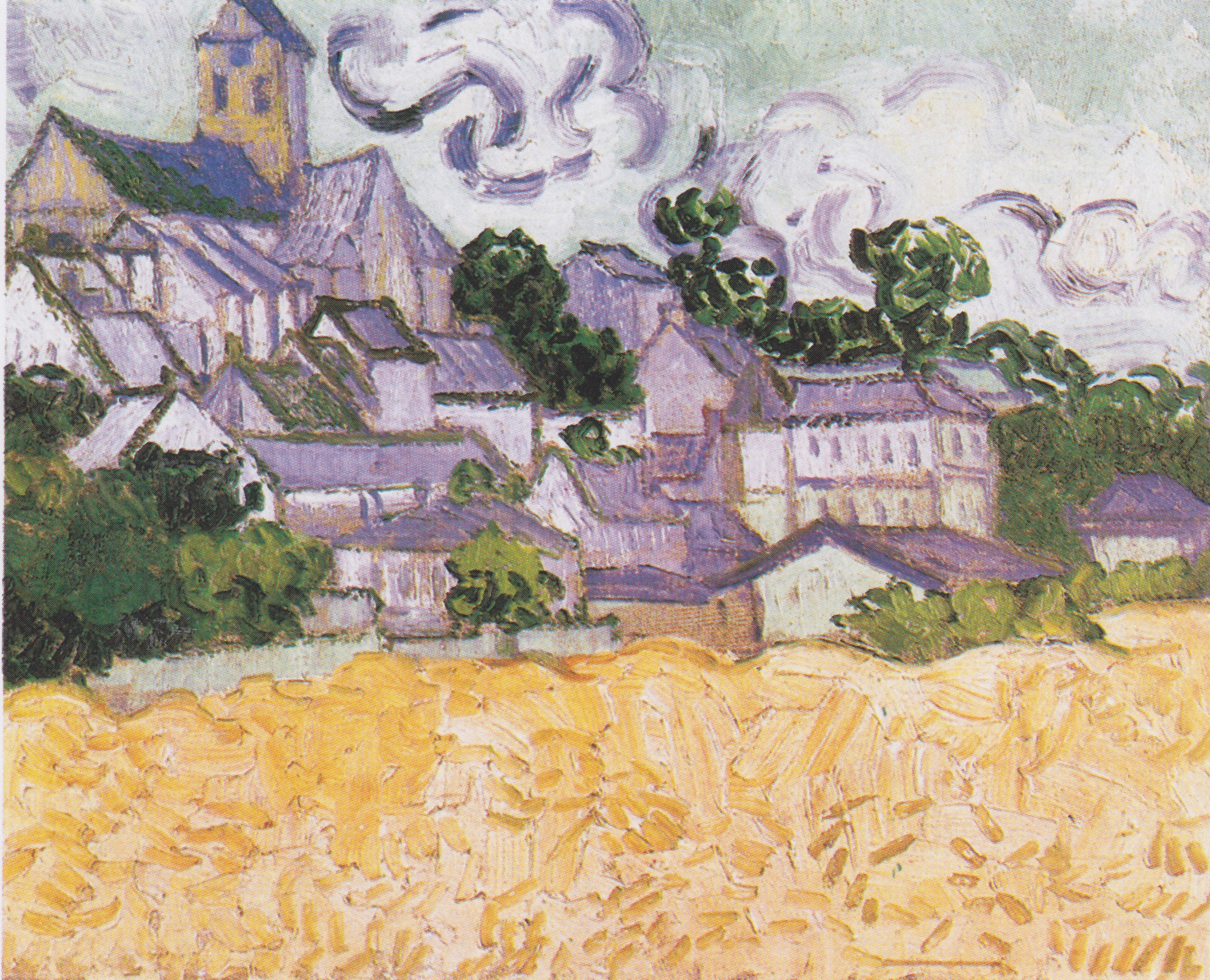
Vue sur Auvers avec champ de blé, Vincent van Gogh, 1890
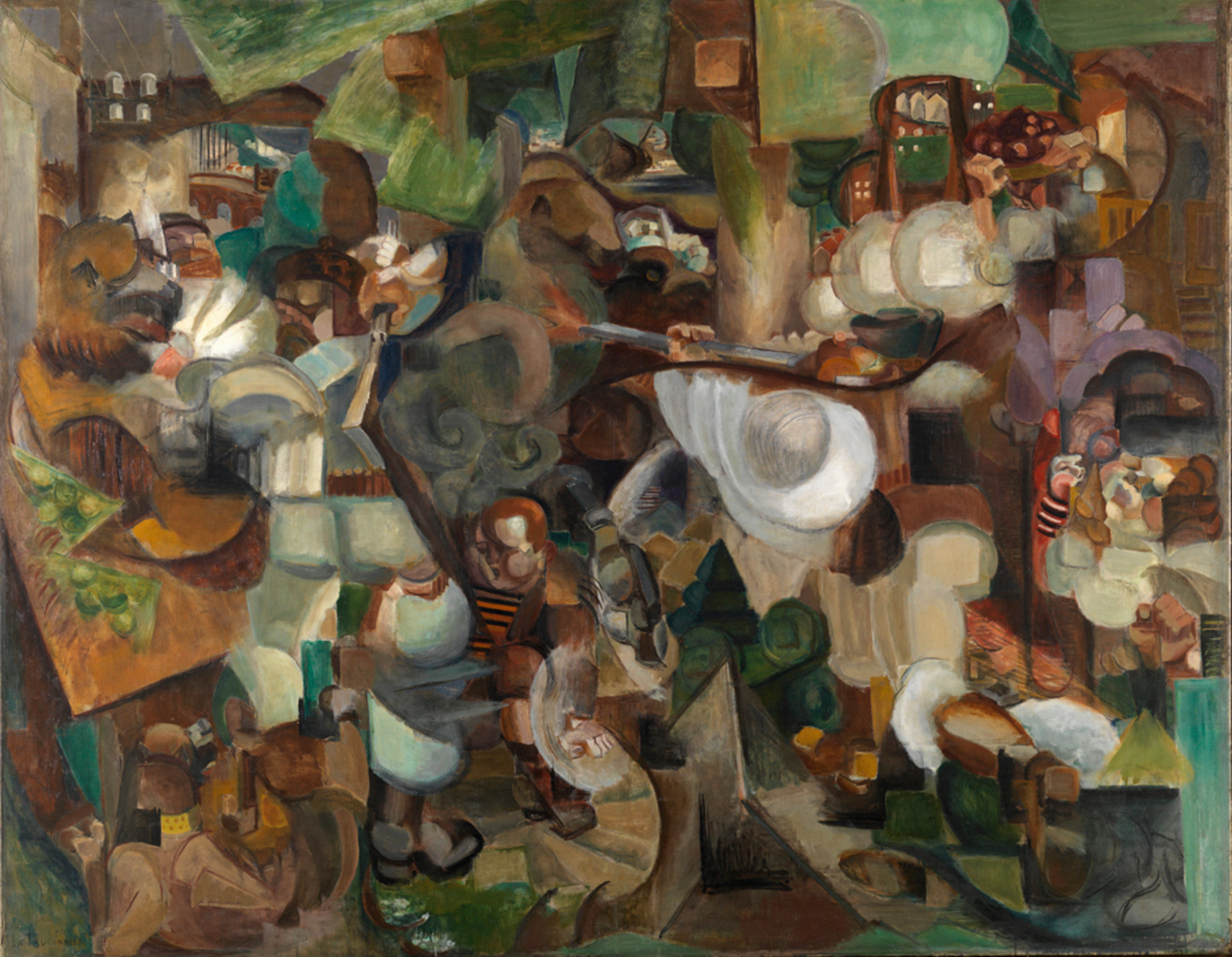
Les Montagnards attaqués par des ours, Henri Le Fauconnier, 1910-1912